# Pervert!
Pour plus de détails, voir Fiche technique et Distribution.
Pervert! est un film indépendant américain à petit budget réalisé en 2005 par Jonathan Yudis. C'est un hommage aux films de Russ Meyer.

## Synopsis
Un jeune homme un peu stupide passe des vacances chez son père en plein désert. Dès les premiers jours suivant son arrivée, des meurtres ont lieu dans la ferme paternelle. Le père est un vieil homme étrange et obsédé sexuel, passant son temps avec des prostituées ou dans un atelier dans lequel personne n'a le droit d'entrer…

## Fiche technique
- Titre : Pervert!
- Réalisateur : Jonathan Yudis
- Scénario : Mike Davis
- Format : Couleurs
- Durée : 81 minutes
- Pays :  États-Unis
- Genre : Érotique et comédie horrifique
- Classification : interdit aux moins de 16 ans

## Distribution
- Mary Carey : Cheryl
- Sean Andrews : James
- Darrell Sandeen : Hezekiah
- Juliette Clarke : Patty
- Sally Jean : Alisha
- Candice Hussain : Marissa

## À propos du film
Ce film assez confidentiel (trouvable en France chez un petit éditeur et vendu un temps avec Mad Movies) est surtout connu pour son tueur franchement original : un phallus. Le reste du film est à l'avenant : la perversité, le sexe et l'absurde se côtoient dans la bonne humeur. On notera notamment les apparitions non-sensiques, en guise de transition entre certaines scènes, d'une femme nue ou revêtue d'une peau de loup qui prend un malin plaisir à verser du ketchup sur ses seins, ou la scène dans laquelle l'actrice porno Mary Carey s'enduit les seins de miel à l'aide d'une ruche en plastique.